# 比利牛斯芝士

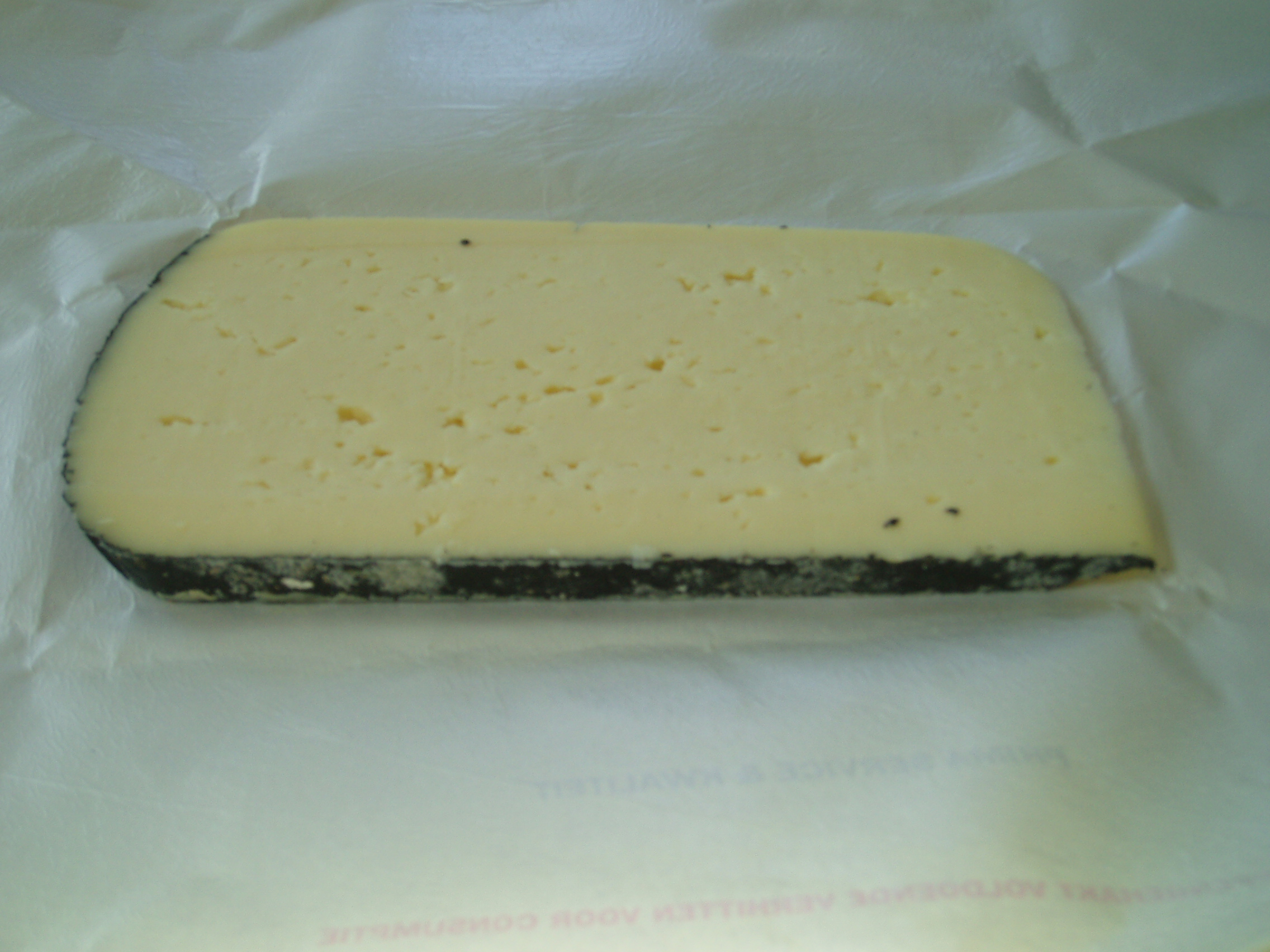
比利牛斯芝士

比利牛斯芝士產自法國的西南部。比利牛斯芝士通常為圓形或圓盤形，芝士肉為黃色，上面分散著許多小洞眼，風味很清淡。